# Iłów (gmina)
Pour les articles homonymes, voir Iłów.
La gmina d'Iłów est une commune rurale de la voïvodie de Mazovie et du powiat de Sochaczew en Pologne. 
Elle s'étend sur 128,49 km2 et comptait 6 342 habitants en 2006. 
Son siège administrative (chef-lieu) est le village d'Iłów qui se situe à environ 19 kilomètres au nord-ouest de Sochaczew (siège de la powiat) et à 68 kilomètres à l'ouest de Varsovie (capitale de la Pologne).

## Géographie
La gmina inclut les villages et localités de: 

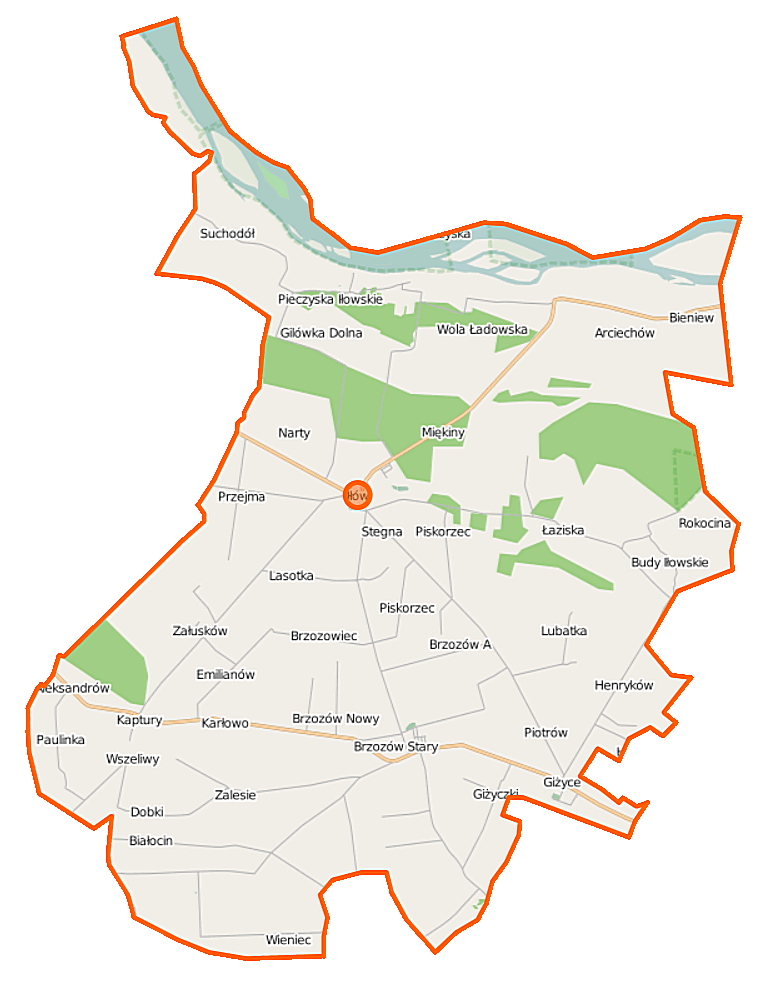
Plan de la gmina

- Aleksandrów
- Arciechów
- Arciechówek
- Białocin
- Bieniew
- Brzozów Nowy
- Brzozów Stary
- Brzozówek
- Brzozowiec
- Budy Iłowskie
- Dobki
- Emilianów
- Emilianów Załuskowski
- Gilówka Dolna
- Gilówka Górna
- Giżyce
- Giżyczki
- Henryków
- Iłów
- Kaptury
- Karłowo
- Kępa Karolińska
- Krzyżyk Iłowski
- Łady
- Lasotka
- Łaziska
- Leśniaki
- Lubatka
- Miękinki
- Miękiny
- Narty
- Obory
- Olszowiec
- Olunin
- Ostrowce
- Paulinka
- Pieczyska Iłowskie
- Pieczyska Łowickie
- Piotrów
- Piskorzec
- Przejma
- Rokocina
- Rzepki
- Sadowo
- Sewerynów
- Stegna
- Suchodół
- Szarglew
- Uderz
- Wieniec
- Władysławów
- Wola Ładowska
- Wołyńskie
- Wszeliwy
- Zalesie
- Załusków

### Gminy voisines
La gmina d'Iłów est voisine des gminy de:
- Kiernozia,
- Kocierzew Południowy,
- Mała Wieś,
- Młodzieszyn,
- Rybno,
- Sanniki,
- Sanniki et
- Wyszogród.

## Structure du terrain
D'après les données de 2002, la superficie de la commune d'Iłów est de 128,49 km2, répartis comme telle :
- terres agricoles : 76 %
- forêts : 13 %

La commune représente 17,58 % de la superficie du powiat.

## Démographie
Données du 30 juin 2004 :
| Description        | Total  | Total | Femmes | Femmes | Hommes | Hommes |
| ------------------ | ------ | ----- | ------ | ------ | ------ | ------ |
| Unité              | Nombre | %     | Nombre | %      | Nombre | %      |
| Population         | 6 369  | 100   | 3 183  | 50     | 3 186  | 50     |
| Densité (hab./km²) | 49,6   | 49,6  | 24,8   | 24,8   | 24,8   | 24,8   |